# På ren svenska (musikalbum)
På ren svenska är ett musikalbum från 2006 av jazzsångerskan Monica Borrfors.

## Låtlista
1. Jag var för ung (Nils Hansén/Barbro Hörberg) – 3’42
2. Vad tänker han på? (Olle Adolphson) – 5’05
3. Farväl (Rebekka Bakken/Nils Landgren/Monica Borrfors) – 2’57
4. Ensamma balladen (Bengt Ernryd/Mats Nörklint) – 4’39
5. Med ögon känsliga för grönt (Nils Hansén/Barbro Hörberg) – 4’06
6. Emelie (Johnny Mandel/Anders Byström) – 4’52
7. Ensamseglaren (Gösta Nilsson/Monica Borrfors) – 4’39
8. Sommarregn (Åsa Billme) – 3’48
9. Blasé som jag (Billy Strayhorn/Anders Byström) – 4’35
10. En valsfan (Gunnar Svensson/Hasse och Tage) – 3’07
11. En sommar vet (Michel Legrand/Monica Borrfors) – 3’07
12. Vår igen (Richard Rodgers/Lorenz Hart) – 4’57
13. Nu har jag fått den jag vill ha (Olle Adolphson) – 4’22
14. Vilse igen (Herb Ellis/Lou Carter/J Frigo/Anders Byström) – 3’00
15. Olu (Nils Landgren/Monica Borrfors) – 4’06

## Medverkande
- Monica Borrfors – sång
- Tommy Kotter – piano
- Lars Danielsson – bas, cello
- Anders Kjellberg – trummor, slagverk
- Staffan Svensson – trumpet
- Nils Landgren – trombon
- Gösta Nilsson – arrangör